# دی‌برمپروپامیدین
دی‌برمپروپامیدین (به انگلیسی: Dibrompropamidine) با فرمول شیمیایی C۱۷H۱۸Br۲N۴O۲ یک ترکیب شیمیایی با شناسه پاب‌کم ۱۱۹۷۴ است. که جرم مولی آن ۴۷۰٫۱۶ g/mol می‌باشد. 